# رپتون (گاه)
رَپِتوِن (اوستایی: 𐬭𐬀𐬞𐬌𐬚𐬡𐬌𐬥) در مَزدَیَسنا نامِ یکی از پنج‌گاه روز و هم نامِ ایزدِ سرپرستِ هنگامهٔ نیمروز است. گاهِ رپتون زمانی است که اسطورهٔ آفرینشِ زرتشتی، پیرامونِ آن شکل می‌گیرد و فرشگرد نیز در همین گاه کامل می‌شود و جهانِ کامل، درست مانندِ شکلِ آغازینِ خود، دوباره زنده می‌شود. به همین دلیل ساعاتی از روز که بزرگترین تجلی نور یعنی خورشید، به اوج روشنایی و گرمای خود می‌رسد، گاهِ رپتون نامیده‌شده‌است.

## پیشینه
در نوشته‌های فارسی میانه زرتشتی آمده‌است که بر هریک از بخش‌های پنج‌گانه روز ایزدی نظارت دارد و هریک از این ایزدان همکارانی مینوی نیز دارند: «او روز را نیز به‌طور متوسط هر یک به پنج هنگام بخش کرد، بر هر هنگامی مینویی گمارد چنان‌که بامدادگاه را هاون مینو، نیمروز گاه را رپیهوین مینو،... او اینان را نیز به همکاری (امشاسپندان و ایزدان) بخش کرد؛ او هاون را به مهر، رپیهون را به اردیبهشت... برای همکاری گماشت.»
در اسطوره آفرینش زرتشتی آمده‌است:
«تا پیش (از آن) که اهریمن آمد، همیشه نیم‌روز بود که رپتون است. اورمزد با (یاری) امشاسپندان، به رپتون (گاه) مینوی یزشن را فراز ساخت به (هنگام) یزشن کردن همه آفریدگان را بیافرید.».
در میان فصول سال، فصل تابستان از آنِ ایزد رپتون است. وی در آغاز تابستان بزرگ (هفت‌ماهه) به روی زمین می‌آید و در آغاز زمستان بزرگ (پنج‌ماهه) به زیر زمین می‌رود تا در سرمای زمستان ریشه درختان و آب‌های زیرزمینی را گرم نگاه دارد.

## در باب رپیثوین
قبل از حملهٔ اهریمن و ورود شر، زمانی که خورشید در آسمان ساکن بود، در پایگاه رپیثوین بود به همین دلیل او را سرور جهان آرمانی می‌دانند. در پایان جهان، زمانی را که به رپیثوین نسبت می‌دهند، همان زمان رستاخیز به وقوع می‌پیوندد و به همین دلیل او تنها سرور جهان اولیه نیست بلکه سرور زمانی که جهان دوباره بازسازی می‌شود نیز هست.
رپیثوین زمانی که دیو سرما به جهان حمله می‌کند او به زیر زمین می‌رود تا آب‌های زیر زمینی را گرم نگه دارد و مانع مرگ گیاهان و درختان شود، او در بهار از زیر زمین بیرون می‌آید، این ورودش نشانه ای از پیروزی خیر است که بر شر چیره شده‌است.

## در آیین زرتشتی
زرتشتیان به یمن بازگشت ایزد رپتون در آغاز بهار، جشن رپتون را برگزار می‌کنند. مراسم اصلی این جشن در اردیبهشت روز از فروردین ماه (روز اردیبهشت از ماه فروردین = سومین روز ماه فروردین) برگزار می‌شود. زیرا مهم‌ترین همکار ایزد رپتون، اشه وهیشته (اردیبهشت امشاسپند) است زیرا این امشاسپند پاسدار و نگهبان آتش یا عناصری است که بازگو کنندهٔ طبیعت آتش هستند.
در کتاب فرهنگ بهدینان زمان این جشن، نه در فروردین، بلکه در ماه اردیبهشت گفته شده‌است: «از روز اورمزد و اردیبهشت ماه تا اردیبهشت و اردیبهشت ماه را روز رپتون گویند. ظهر روز اردیبهشت و اردیبهشت ماه که وقت نماز رپتون است، موبدان و بهدینان در نیایشگاه آدریان جمع شوند وبا خواندن اوستای درون و یشت و آفرینگان رپتون، جشن را برگزار می‌کنند.» اما به نظر می‌رسد روز سوم فروردین درست باشد.
ویژگی مهم این جشن این بوده‌است که مانند گاهنبارها، همه مردم شرکت در این جشن را کاری واجب به شمار می‌آوردند. در آفرینگان‌خوانی جشن رپتون که معمولاً در یک تالار عمومی در درب‌مهر برگزار می‌شد، همه موبدان و مردم حضور داشتند. در این مراسم دو موبد به عنوان زوت و راسپی، آیین آفرینگان را به جای آورده و بقیه دور تا دور سالن قرار می‌گیرند. در این مراسم سه آفرینگان به خشنومن ایزدان اردیبهشت، دهمان و سروش خوانده می‌شود و در پایان با خواندن آفرین رپتون، آیین همازور انجام می‌گیرد.
در ایران، رپتون را با مراسم ویژهٔ دیگری نیز می‌شناسند که همه بهدینان در روزهای آغازین سال نو آن را برگزار می‌کردند. زرتشتیان در این روزها از ساعت دوازده تا سه پس از نیم‌روز یعنی در گاه رپتون، در پرهیز کامل تنها به خواندن اوستا و نیایش می‌پرداختند. آنان در این سه ساعت حواس خود را به‌طور کامل بر روی اوستا متمرکز می‌کردند و به احترام کلام سپندینه اوستا، هیچ حرکت اضافه‌ای انجام نمی‌دادند و هیچ سخنی نمی‌گفتند.
ارزش نهادن به لحظه لحظه زمان و ستایش اهورامزدا به خاطر آفرینش حرکت و پویایی در بستر زمان همیشه مورد توجه بهدینان بوده‌است و جشن رپتون به عنوان جشنی که برای ایزد زمان آرمانی برگزار می‌شود، جایگاه ویژه‌ای در آیین‌های زرتشتی پیدا کرده‌است.

## بن‌مایه‌ها
1. ↑  محمد تقی راشدمحصل (۱۳۸۵)، گزیده‌های زاداسپر، پژوهشگاه علوم انسانی و مطالعات فرهنگی، تهران
2. 1 2 3 4  مهرداد بهار (۱۳۶۹)، بندهشن، توس، تهران
3. ↑  هینلز، شناخت اساطیر ایران، ۴۳ ،۴۶.
4. ↑  جمشید سروشیان (۲۵۳۶)، فرهنگ بهدینان، انتشارات دانشگاه تهران تاریخ وارد شده در |تاریخ= را بررسی کنید (کمک)
5. ↑  کتایون مزداپور (۱۳۸۳)، تداوم آداب کهن در رسم‌های معاصر زرتشتیان در ایران، فرهنگ